# Braunschweiger Turn- und Sportverein Eintracht von 1895 2008-2009
Questa voce raccoglie le informazioni riguardanti il Braunschweiger Turn- und Sportverein Eintracht von 1895 nelle competizioni ufficiali della stagione 2008-2009.

## Stagione
Nella stagione 2008-2009 l'Eintracht Braunschweig, allenato da Torsten Lieberknecht, concluse il campionato di 3. Liga al 13º posto.

## Rosa
| N. |                                 | Ruolo | Calciatore       |
| -- | ------------------------------- | ----- | ---------------- |
| 2  | Germania (bandiera)             | D     | Dennis Brinkmann |
| 4  | Germania (bandiera)             | D     | Matthias Henn    |
| 5  | Germania (bandiera)             | D     | Jan Schanda      |
| 6  | Germania (bandiera)             | C     | Holger Wehlage   |
| 7  | Austria (bandiera)              | C     | Benjamin Fuchs   |
| 8  | Germania (bandiera)             | D     | Deniz Doğan      |
| 9  | Canada (bandiera)               | A     | Riley O'Neill    |
| 10 | Germania (bandiera)             | C     | Mirko Boland     |
| 11 | Germania (bandiera)             | A     | Marc Vucinovic   |
| 12 | Germania (bandiera)             | P     | Nico Lauenstein  |
| 13 | Germania (bandiera)             | C     | Tim Danneberg    |
| 14 | Germania (bandiera)             | D     | Jan Washausen    |
| 15 | Turchia (bandiera)              | C     | Ramazan Yildirim |
| 16 | Bosnia ed Erzegovina (bandiera) | P     | Jasmin Fejzić    |
| 17 | Francia (bandiera)              | A     | Smail Morabit    |

| N. |                     | Ruolo | Calciatore                  |
| -- | ------------------- | ----- | --------------------------- |
| 18 | Germania (bandiera) | A     | Marcel von Walsleben-Schied |
| 19 | Germania (bandiera) | D     | Ken Reichel                 |
| 20 | Nigeria (bandiera)  | A     | Kingsley Onuegbu            |
| 21 | Germania (bandiera) | P     | Adrian Horn                 |
| 22 | Germania (bandiera) | C     | Christian Lenze             |
| 23 | Turchia (bandiera)  | C     | Fatih Yilmaz                |
| 24 | Germania (bandiera) | C     | Kosta Rodrigues             |
| 25 | Germania (bandiera) | A     | Fait-Florian Banser         |
| 26 | Germania (bandiera) | D     | Dominik Scheil              |
| 30 | Germania (bandiera) | A     | Justin Eilers               |
| 31 | Germania (bandiera) | C     | Marc Pfitzner               |
| 32 | Germania (bandiera) | A     | Dennis Kruppke              |
| 33 | Romania (bandiera)  | D     | Valentin Năstase            |
| 37 | Turchia (bandiera)  | A     | Selim Aydemir               |
| 38 | Germania (bandiera) | C     | Karim Bellarabi             |

## Organigramma societario
Area tecnica
- Allenatore: Torsten Lieberknecht
- Allenatore in seconda: Darius Scholtysik
- Preparatore dei portieri: Uwe Hain
- Preparatori atletici:

## Calciomercato

### Sessione estiva
| Acquisti | Acquisti                    | Acquisti                   | Acquisti |
| R.       | Nome                        | da                         | Modalità |
| -------- | --------------------------- | -------------------------- | -------- |
| A        | Fait-Florian Banser         | Germania Halberstadt       |          |
| C        | Karim Bellarabi             | Oberneuland                |          |
| A        | Justin Eilers               | E. Braunschweig II         |          |
| A        | Smail Morabit               | SF Köllerbach              |          |
| A        | Riley O'Neill               | SV Wilhelmshaven           |          |
| A        | Kingsley Onuegbu            | Idar-Oberstein             |          |
| D        | Jan Schanda                 | Osnabrück                  |          |
| D        | Dominik Scheil              | E. Braunschweig II         |          |
| A        | Marcel von Walsleben-Schied | Carl Zeiss Jena            |          |
| C        | Fatih Yilmaz                | Eintracht Braunschweig U19 |          |

| Cessioni | Cessioni         | Cessioni         | Cessioni |
| R.       | Nome             | a                | Modalità |
| -------- | ---------------- | ---------------- | -------- |
| C        | Kai Koitka       | Cloppenburg      |          |
| A        | Lars Fuchs       | Osnabrück        |          |
| A        | Dominick Kumbela | Paderborn        |          |
| A        | Torsten Oehrl    | Werder Brema II  |          |
| C        | Philipp Peters   | SV Wilhelmshaven |          |
| A        | Sreto Ristić     | Sandhausen       |          |
| A        | André Schembri   | Carl Zeiss Jena  |          |

### Sessione invernale
| Acquisti | Acquisti       | Acquisti    | Acquisti |
| R.       | Nome           | da          | Modalità |
| -------- | -------------- | ----------- | -------- |
| A        | Marc Vucinovic | Bavenstedt  |          |
| C        | Mirko Boland   | Duisburg II |          |

| Cessioni | Cessioni            | Cessioni      | Cessioni |
| R.       | Nome                | a             | Modalità |
| -------- | ------------------- | ------------- | -------- |
| D        | Sebastian Gundelach | Hessen Kassel |          |

## Risultati

### 3. Liga

#### Girone di andata
| Arbitro: | Stark |

|  |           |                          |
|  | Marcatori | 26’ Danneberg 54’ Banser |

| Arbitro: | Perl |

|            |           |                |
| Banser 55’ | Marcatori | 24’ Cannizzaro |

| Arbitro: | Schumacher |

|                      |           |  |
| Pfingsten-Reddig 36’ | Marcatori |  |

| Arbitro: | Seemann |

|  |           |           |
|  | Marcatori | 66’ Ekici |

| Arbitro: | Steuer |

|                                         |           |  |
| Didavi 30’, 63’ Rudy 60’ Schipplock 84’ | Marcatori |  |

| Arbitro: | Hartmann |

|                                                                 |           |  |
| Rodrigues 5’ (rig.) Danneberg 18’ von Walsleben-Schied 53’, 90’ | Marcatori |  |

| Arbitro: | Metzen |

|           |           |           |
| Dogan 20’ | Marcatori | 9’ Banser |

| Arbitro: | Steinberg |

|                                        |           |               |
| Reichwein 31’ (aut.) Schulp 34’ (aut.) | Marcatori | 40’ Stuckmann |

| Arbitro: | Schalk |

|                    |           |           |
| Schanda 25’ (aut.) | Marcatori | 39’ Lenze |

| Arbitro: | Kampka |

|                         |           |  |
| Lenze 11’ Danneberg 58’ | Marcatori |  |

| Arbitro: | Gagelmann |

|                          |           |                        |
| von Walsleben-Schied 78’ | Marcatori | 44’ Hähnge 81’ Ziegner |

| Arbitro: | Seiwert |

|                |           |  |
| Sailer 9’, 35’ | Marcatori |  |

| Arbitro: | Fritz |

|             |           |                  |
| Onuegbu 36’ | Marcatori | 23’ (aut.) Lenze |

| Arbitro: | Hammer |

|                               |           |                  |
| Kumbela 63’ (rig.) Löning 70’ | Marcatori | 32’ (rig.) Doğan |

| Arbitro: | Valentin |

|                         |           |            |
| von Walsleben-Schied 8’ | Marcatori | 40’ Härter |

| Arbitro: | Achmüller |

|                          |           |           |
| Jovanović 7’ Lawarée 48’ | Marcatori | 39’ Fuchs |

| Arbitro: | Fischer |

|                                                       |           |  |
| Kruppke 44’ Onuegbu 47’, 61’ von Walsleben-Schied 56’ | Marcatori |  |

| Arbitro: | Leicher |

|  |           |             |
|  | Marcatori | 18’ Kruppke |

| Arbitro: | Winkmann |

|  |           |                                            |
|  | Marcatori | 33’ (rig.) Zellner 74’ Stoilov 84’ Bambara |

#### Girone di ritorno
| Arbitro: | Kuhl |

|             |           |           |
| Onuegbu 55’ | Marcatori | 79’ Feick |

| Arbitro: | Joerend |

|                             |           |             |
| Cannizzaro 60’ Hauswald 66’ | Marcatori | 36’ Morabit |

| Arbitro: | Blos |

|                                     |           |             |
| von Walsleben-Schied 53’ Boland 59’ | Marcatori | 13’ Neitzel |

| Arbitro: | Zwayer |

|  |           |             |
|  | Marcatori | 13’ Kruppke |

| Arbitro: | Pflaum |

|                          |           |  |
| Kruppke 21’ Pfitzner 44’ | Marcatori |  |

| Arbitro: | Wenkel |

|                              |           |  |
| Pospischil 29’ Tosunoğlu 70’ | Marcatori |  |

| Arbitro: | Drees |

|  |           |                     |
|  | Marcatori | 57’ Dogan 87’ Biran |

| Arbitro: | Kunzmann |

|            |           |  |
| Hammes 29’ | Marcatori |  |

| Arbitro: | Schmidt |

|  |           |                   |
|  | Marcatori | 60’ (rig.) Savran |

| Arbitro: | Walz |

|  |           |                           |
|  | Marcatori | 8’ Danneberg 87’ Pfitzner |

| Arbitro: | Dingert |

|                        |           |  |
| Ziegner 74’ Hähnge 87’ | Marcatori |  |

| Arbitro: | Schößling |

|                             |           |  |
| Doğan 49’ (rig.) Banser 86’ | Marcatori |  |

| Arbitro: | Pflaum |

|          |           |             |
| Oehrl 7’ | Marcatori | 11’ Onuegbu |

| Arbitro: | Ittrich |

|                          |           |  |
| Kruppke 41’ Pfitzner 89’ | Marcatori |  |

| Arbitro: | Hammer |

|                                     |           |             |
| Traub 36’ Galm 69’ Gambo 90’ (rig.) | Marcatori | 15’ Onuegbu |

| Arbitro: | Siebert |

|                                                        |           |                                                             |
| Morabit 1’ Lenze 49’ (rig.), 52’ Boland 62’ Banser 90’ | Marcatori | 11’ (rig.), 85’ Christ 12’ Jovanović 51’ Lambertz 54’ Costa |

| Arbitro: | Steuer |

|                        |           |  |
| Rathgeber 12’ Fink 45’ | Marcatori |  |

| Arbitro: | Zwayer |

|                                           |           |                                    |
| Năstase 3’ (rig.), 82’ (rig.) Onuegbu 75’ | Marcatori | 10’ Boskovic 45’ Müller 56’ Öztürk |

| Arbitro: | Fritz |

|                             |           |  |
| Stoilov 41’ Schlauderer 82’ | Marcatori |  |

## Statistiche

### Statistiche di squadra
| Competizione | Punti | In casa | In casa | In casa | In casa | In casa | In casa | In trasferta | In trasferta | In trasferta | In trasferta | In trasferta | In trasferta | Totale | Totale | Totale | Totale | Totale | Totale | DR |
| Competizione | Punti | G       | V       | N       | P       | Gf      | Gs      | G            | V            | N            | P            | Gf           | Gs           | G      | V      | N      | P      | Gf     | Gs     | DR |
| ------------ | ----- | ------- | ------- | ------- | ------- | ------- | ------- | ------------ | ------------ | ------------ | ------------ | ------------ | ------------ | ------ | ------ | ------ | ------ | ------ | ------ | -- |
| 3. Liga      | 45    | 19      | 8       | 6       | 5       | 33      | 23      | 19           | 4            | 3            | 12           | 13           | 28           | 38     | 12     | 9      | 17     | 46     | 51     | -5 |
| Totale       | 45    | 19      | 8       | 6       | 5       | 33      | 23      | 19           | 4            | 3            | 12           | 13           | 28           | 38     | 12     | 9      | 17     | 46     | 51     | -5 |

### Andamento in campionato
| Giornata  | 1 | 2 | 3 | 4  | 5  | 6  | 7  | 8  | 9  | 10 | 11 | 12 | 13 | 14 | 15 | 16 | 17 | 18 | 19 | 20 | 21 | 22 | 23 | 24 | 25 | 26 | 27 | 28 | 29 | 30 | 31 | 32 | 33 | 34 | 35 | 36 | 37 | 38 |
| --------- | - | - | - | -- | -- | -- | -- | -- | -- | -- | -- | -- | -- | -- | -- | -- | -- | -- | -- | -- | -- | -- | -- | -- | -- | -- | -- | -- | -- | -- | -- | -- | -- | -- | -- | -- | -- | -- |
| Luogo     | T | C | T | C  | T  | C  | T  | C  | T  | C  | C  | T  | C  | T  | C  | T  | C  | T  | C  | C  | T  | C  | T  | C  | T  | C  | T  | C  | T  | T  | C  | T  | C  | T  | C  | T  | C  | T  |
| Risultato | V | N | P | P  | P  | V  | N  | V  | N  | V  | P  | P  | N  | P  | N  | P  | V  | V  | P  | N  | P  | V  | V  | V  | P  | P  | P  | P  | V  | P  | V  | N  | V  | P  | N  | P  | N  | P  |
| Posizione | 3 | 4 | 9 | 15 | 18 | 11 | 12 | 10 | 11 | 10 | 11 | 13 | 12 | 12 | 12 | 14 | 13 | 11 | 12 | 12 | 13 | 12 | 11 | 10 | 11 | 11 | 11 | 12 | 12 | 13 | 12 | 13 | 11 | 12 | 13 | 13 | 13 | 13 |

Legenda:

Luogo: C = Casa; T = Trasferta. Risultato: V = Vittoria; N = Pareggio; P = Sconfitta.

### Statistiche dei giocatori
| S. Aydemir              | 4  | 0 | 0  | 0 |
| F. Banser               | 33 | 5 | 7  | 0 |
| K. Bellarabi            | 1  | 0 | 0  | 0 |
| M. Boland               | 18 | 2 | 3  | 0 |
| D. Brinkmann            | 34 | 0 | 8  | 0 |
| T. Danneberg            | 36 | 4 | 10 | 0 |
| D. Doğan                | 28 | 2 | 5  | 0 |
| J. Eilers               | 9  | 0 | 2  | 0 |
| J. Fejzić               | 32 | 0 | 0  | 1 |
| B. Fuchs                | 21 | 1 | 4  | 0 |
| M. Henn                 | 5  | 0 | 0  | 0 |
| A. Horn                 | 6  | 0 | 2  | 0 |
| D. Kruppke              | 26 | 5 | 5  | 0 |
| N. Lauenstein           | 2  | 0 | 0  | 0 |
| C. Lenze                | 25 | 4 | 5  | 0 |
| S. Morabit              | 16 | 2 | 1  | 0 |
| V. Năstase              | 11 | 2 | 3  | 0 |
| R. O'Neill              | 2  | 0 | 0  | 0 |
| K. Onuegbu              | 29 | 7 | 0  | 0 |
| M. Pfitzner             | 31 | 3 | 9  | 0 |
| K. Reichel              | 19 | 0 | 10 | 0 |
| K. Rodrigues            | 31 | 1 | 1  | 0 |
| J. Schanda              | 34 | 0 | 8  | 0 |
| D. Scheil               | 1  | 0 | 0  | 0 |
| M. Vucinovic            | 4  | 0 | 0  | 0 |
| J. Washausen            | 18 | 0 | 4  | 0 |
| H. Wehlage              | 7  | 0 | 1  | 0 |
| R. Yildirim             | 10 | 0 | 2  | 0 |
| F. Yilmaz               | 2  | 0 | 0  | 0 |
| M. von Walsleben-Schied | 31 | 6 | 6  | 0 |